# Tamaroa
Tamaroa, jedno od plemena Illinois konfederacije, jezične porodice Algonquian koje je 1680. živjelo na obje obale rijeke Mississippi na ušćima Illinoisa i Missourija. Zbog svojeg prijateljstva sa sa Francuzima plemena Chickasaw i Shawnee bila su u neprekidnim ratovima a njima. Vođe Tamaroa 1818. potpisuju ugovor, po kojemu Illinois plemena, uključujući i Peorie, prepuštaju nekih polovicu današnjeg Illinoisa Sjedinjenim Državama. Tamaroe se nalaze i na popisu ugovora s Kaskaskiama i Peoriama iz 1832. u Castor Hillu u Missouriju. Kasnije se miješaju s Peoriama, a potomaka im se može naći među Peoriama u okrugu Ottawa u Oklahomi.